# Г'ю Тодд
Х'ю Хілтон Тодд — гаянський політик, міністр закордонних справ і міжнародного співробітництва Гаяни з 2020 року. Член парламенту Гаяни.

## Життєпис
Х'ю Тодд навчався в Британському королівському військово-морському коледжі в Дартмуті, Велика Британія. Має ступінь магістра глобалістики в Інституті міжнародних відносин Університету Вест-Індії, а також ступінь бакалавра наук з управління бізнесом в Університеті Гаяни.
Протягом своєї військової кар'єри він служив командиром катера, офіцером з навчання та командиром дислокації берегової охорони сил оборони Гаяни
Залишивши армію, ініціював і заснував партнерство в компанії кабельного телебачення. Працював в Університеті Гаяни, обіймав посади завідувача кафедри бізнесу та менеджменту на факультеті соціальних наук та помічника декана Школи підприємництва та бізнес-інновацій. Він також читав лекції з політики Карибського басейну та Латинської Америки в аспірантурі університету.
Х'ю Тодд публікується та виступає з доповідями на наукових і технічних конференціях. Також був партнером в аналітичному центрі, який займався правом, міжнародними відносинами, обороною та безпекою.
5 серпня 2020 року був призначений міністром закордонних справ і міжнародного співробітництва в кабінеті Ірфаана Алі.

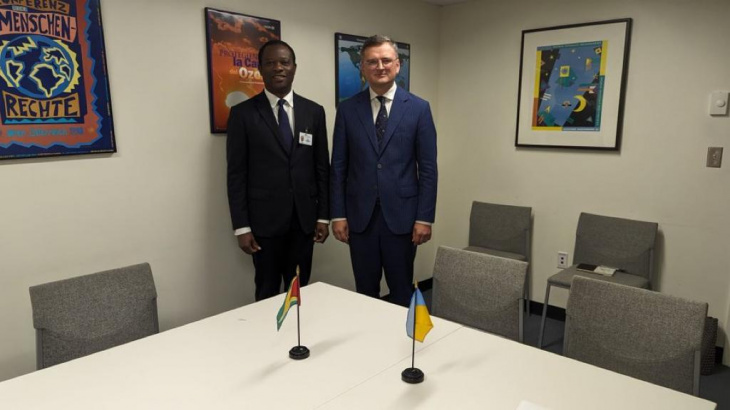
Х'ю Тодд і Дмитро Кулеба, 20 вересня 2023.

У вересні 2023 року відбулася зустріч Х'ю Тодда й Міністра закордонних справ України Дмитра Кулеби, на якій було обговорено шляхи поглиблення відносин України з КАРІКОМ та співпраці між Україною та Гаяною у сфері торгівлі й культури.